# 유노촌 (시즈오카현)
유노촌(柚野村)은 시즈오카현의 동부, 후지군에 속해있던 촌이다. 현재의 후지노미야시 서부, 시바강 연안 및 이나자강 연안에 해당한다

## 역사
- 1889년 4월 1일 - 정촌제 시행에 의해 후지군 유노촌이 성립하였다.
- 1957년 3월 31일 - 도미하라촌과 합병해 시바카와정이 성립하여, 동일 유노촌은 폐지되었다.

## 교통

### 철도
- 일본국유철도
  - 미노부선

## 참고문헌
- 角川日本地名大辞典 22 静岡県